# ピーチーズ・ゲルドフ
ピーチーズ・ハニーブロッサム・ミシェル・シャーロット・エンジェル・バネッサ・ゲルドフ（Peaches Honeyblossom Michelle Charlotte Angel Vanessa Geldof、1989年3月16日 - 2014年4月7日）はイギリスのソーシャライト、司会者。

## 人物
ゲルドフは1989年、ロンドンでベルギー系アイルランド人でミュージシャンの父ボブ・ゲルドフと母ポーラ・イェーツの2番目の娘として生まれた。祖父はテレビ司会者のヒューイ・グリーン。姉妹にフィフィ・トリキシベル・ゲルドフ（1983年生）、ピクシー・ゲルドフ（1990年生）、ヘヴンリー・ヒラーニ・タイガー・リリー・ハッチェンス・ゲルドフ（1996年生）がいる。
彼女はチェルシーで育った。バタシーの父の家を出て行った後に、イズリントン（北ロンドン）でフラットを借りようと思ったが、当時の夫マックス・ドゥルーミーとニューヨークに移り住むため、諦めた。ウィリアムズバーグ、ブルックリンのアパートと、ショーディッチにある親友フィフィ・ブラウンのアパートで長い時間を過ごしたあと、現在はロンドンのメイフェア・ホテルに滞在している。

## スポットライト
ゲルドフはイギリス版『エル・ガール』のコラムを2004年4月号から2005年10月号まで執筆、また『デーリー・テレグラフ』と『ガーディアン』のコラムと記事をいくつか執筆した。
ゲルドフは自身のリアリティ番組『Peaches Geldof: Teenage Mind』を書いて発表した。2006年3月1日にSky Oneで『Peaches Geldof: Teen America』が放送された。ITVの番組『Tonight』のリポーターとして働いた。2006年に『Tatler』のファッション・アイコン・リスト・トップ10で7位に選ばれた。2007年には雑誌『FHM』の読者投票により決まる「世界で最もセクシーな女性」リストでは53位になった。
彼女は容認された縁故採用、パーティ・ライフスタイル、時々野性的で自滅的であることが批判されており、批評家は彼女の富と名声への渇望を潜在的な問題として注意している。ピート・ドハーティは2005年のLIVE 8の舞台に上がる前にゲルドフに「きわどい」コメントをされたために満足なパフォーマンスが出来なかったと主張した。プレスによればこの主張に対して意見が分かれており、関係者の多くが彼女はバランスが保たれて現実的だと述べている。
2007年9月にロンドン・ファッションウィークでPPQのショーに出演し、キャットウォークデビューをした。彼女はオーストラリアのブランドドッティの顔となった。友人フィフィ・ブラウンと共にDJディオとしても活動する。
2007年9月にイギリスの雑誌『Hello!』でフィーチャーされ、マリリン・モンローの映画コスチュームであると語る3着のドレスを着て登場した。雑誌はゲルドフにガウンを着せるために7,000ポンドを支払った。そのガウンはアカデミー賞受賞デザイナーのウィリアム・トラヴィーラがデザインしたものである 。

## 私生活
彼女に対するタブロイド報道は主にライフスタイルに集中し、特にドニー・トゥレット、ファリス・バドワン、フレディック・ブラッド・ロイヤル、ジョー・ヴァン・モイラントを含む有名人ボーイフレンドとの交際に注目が集まった。しかし、彼女自身はそれらの噂を熱心に否定した 。
2008年8月5日にゲルドフはラスベガスでマックス・ドゥルーミーと結婚した。同8月12日に「幸せな結婚を発表して非常に喜んでいる」と声明を出した。互いの名前を手にタトゥーで入れた。2人は2009年2月7日に、結婚が友好的に終わったと発表し、離婚した。
2014年4月7日、ヘロインの過剰摂取により死亡した。